# 夢をかなえる爆笑! 日本美術マンガ おしえて北斎!
『夢をかなえる爆笑！ 日本美術マンガ おしえて北斎！』（ゆめをかなえるばくしょう にほんびじゅつマンガ おしえてほくさい）は、いわきりなおとによる漫画。「おしえて北斎！」として『cakes』（note）で2016年8月9日から2017年2月7日まで連載され、サンマーク出版より書籍が発売された。

## 登場人物
岡倉 てんこりん（おかくら てんこりん）
声 - 和氣あず未
本作の主人公である大井町高校1年生。絵師になることを夢に見ているものの、才能とやる気がなく、努力が嫌い。
雷神（らいじん）
声 - 小西克幸
風神雷神図屏風から登場。てんこりんの夢をかなえようと、時空を超えてやってきた。次々と歴史上にてスター絵師を降臨する。原作漫画からは、てんこりんや青年の悩みを聞いたお偉い神様の指示に、てんこりんと青年を「クズ」と恐れおののきながら、そつなくこなす。
狩野 カノン（かの カノン）
声 - 若井友希
大井町高校1年生。てんこりんとはライバルに当たる。
天才デッサン少女と呼ばれていたが、中学時代に挫折した。美術部で素描する日々を送ることを趣味としている。
風神（ふうじん）
声 - 小西克幸
雷神の相方であり、悩むカノンに対し、絵師を降臨させる。漫画原作では、天上でてんこりんの悩みを聞いたお偉い神様の指示を無視して雷神に任せて逃げる。
横山 たいこ（よこやま たいこ）
声 - 市ノ瀬加那
美術部部長の3年生。
菱田 しゅんこ（ひした しゅんこ）
声 - 千本木彩花
2年生の美術部員。
下村 かんこ（しもむら かんこ）
声 - 小倉唯
2年生の美術部員。
長谷川 等子（はせがわ とうこ）
声 - 小倉唯
カノンの知り合い。天才デッサン少女だったカノンが賞を取れなくなったことを蔑んでいる。

### サブキャラクター
尾形光琳
声 - KENN
第1話に登場。絵の上達に重要なのは才能ではなく努力量であることを伝える。
高橋由一
声 - 高橋英則
第2話に登場。正しい努力をするため師に習うことが重要であると伝える。
狩野永徳
声 - 平川大輔
第3話に登場。描きたいという気持ちを持っているだけで才能があるから、落ち込むべきではないと教える。
白隠慧鶴
声 - 諏訪部順一
第4話に登場。大事なのは技術力だけではないということを教える。
歌川国芳
声 - 林勇
第5話に登場。アイデアを出すには、複数のものを組み合わせるのが大事だと伝える。
岸田劉生
声 - 小野大輔
第6話に登場。麗子（声 - 市ノ瀬加那）と共に現れ、内なる美についてカノンに教える。
上村松園
声 - 白石涼子
第7話に登場。スランプの時こそアウトプットするべきだとカノンに教える。
伊藤若冲（原作） / 黒田清輝（アニメ）
声 - 村瀬歩
第8話に登場。後悔しないように好きなことを貫くべきだ、とてんこりんに語る。
雪舟
原作第9話に登場。完成させることが重要であると教える。

## 書誌情報
- いわきりなおと『夢をかなえる爆笑！ 日本美術マンガ おしえて北斎！』サンマーク出版、2017年6月30日発売[6]、ISBN 978-4-76313-632-9

## Webアニメ
『おしえて北斎！-THE ANIMATION-』のタイトルで、約10分のショートアニメが2021年3月よりABEMAほかにて配信。

### スタッフ
- 原作・監督 - いわきりなおと[3]
- シリーズ構成 - 諸橋隼人[3]
- 脚本 - 橋本夏[3]
- 美術監督・背景 - Tokin[3]
- 主要キャラクター原案 - 安田祥子、いわきりなおと
- キャラクターデザイン - 伊東ユウスケ[3]
- 作画 - 伊東ユウスケ、Tokin
- 日本美術監修 - 松嶋雅人[3]
- 音響監督 - 山田陽[3]
- 音響制作 - サウンドチーム・ドンファン[3]
- 音楽 - 西村真吾[3]
- 音響効果 - 山谷尚人[3]
- 制作プロデューサー - 酒井雄一[3]
- プロデューサー - 松本窓[3]
- アニメーション制作・製作 - コミックス・ウェーブ・フィルム[3]

### 主題歌
「てんこりんのテーマ」
CHAIによるオープニングテーマ。作詞はユウキ、作曲はマナ、カナ、ユナ。コーラスとして岡倉てんこりん（和氣あず未）と雷神（小西克幸）が参加する。
「おしえて北斎！」
上鈴木兄弟 (P.O.P)&YMCKによるエンディングテーマ。作詞は上鈴木タカヒロ、上鈴木伯周、作曲・編曲は除村武志。

### 各話リスト
| 話数   | サブタイトル                     | 絵コンテ   |
| ------ | -------------------------------- | ---------- |
| 第1話  | 努力なんてめんどくさい！         | 渋谷亮介   |
| 第2話  | 教わるなんて照れくさい！         | 小森秀人   |
| 第3話  | 必要なのは天賦の才？             | 小森秀人   |
| 第4話  | 「なんかいい」ってうさんくさい？ | 小森秀人   |
| 第5話  | ふたりの勝負は文化祭！           | 小森秀人   |
| 第6話  | 「なんかいい」とかうさんくさい。 | 柳沢テツヤ |
| 第7話  | 夢を見るなんてホントださい。     | 柳沢テツヤ |
| 第8話  | 努力なんてめんどくさ…            | 柳沢テツヤ |
| 第9話  | 諦めるなんてアホくさい!!         | 柳沢テツヤ |
| 第10話 | おしえて北斎！                   | 柳沢テツヤ |

### 配信サイト
| 配信開始日   | 配信時間 | 配信サイト                                                                   |
| ------------ | -------- | ---------------------------------------------------------------------------- |
| 2021年3月7日 | 未定     | ABEMA                                                                        |
| 2021年3月8日 |          | FOD U-NEXT バンダイチャンネル Hulu ビデオマーケット dアニメストア dTV TELASA |